# Chiesa di Santa Maria Maddalena (Paulilatino)
La chiesa di Santa Maria Maddalena è un edificio religioso situato a Paulilatino, centro abitato della Sardegna centro. Consacrata al culto cattolico, fa parte della parrocchia di San Teodoro, arcidiocesi di Oristano.
La chiesa dovrebbe essere del XVII secolo anche se sussistono elementi che fanno ritenere che sia stata edificata molto tempo prima.

## Altri progetti

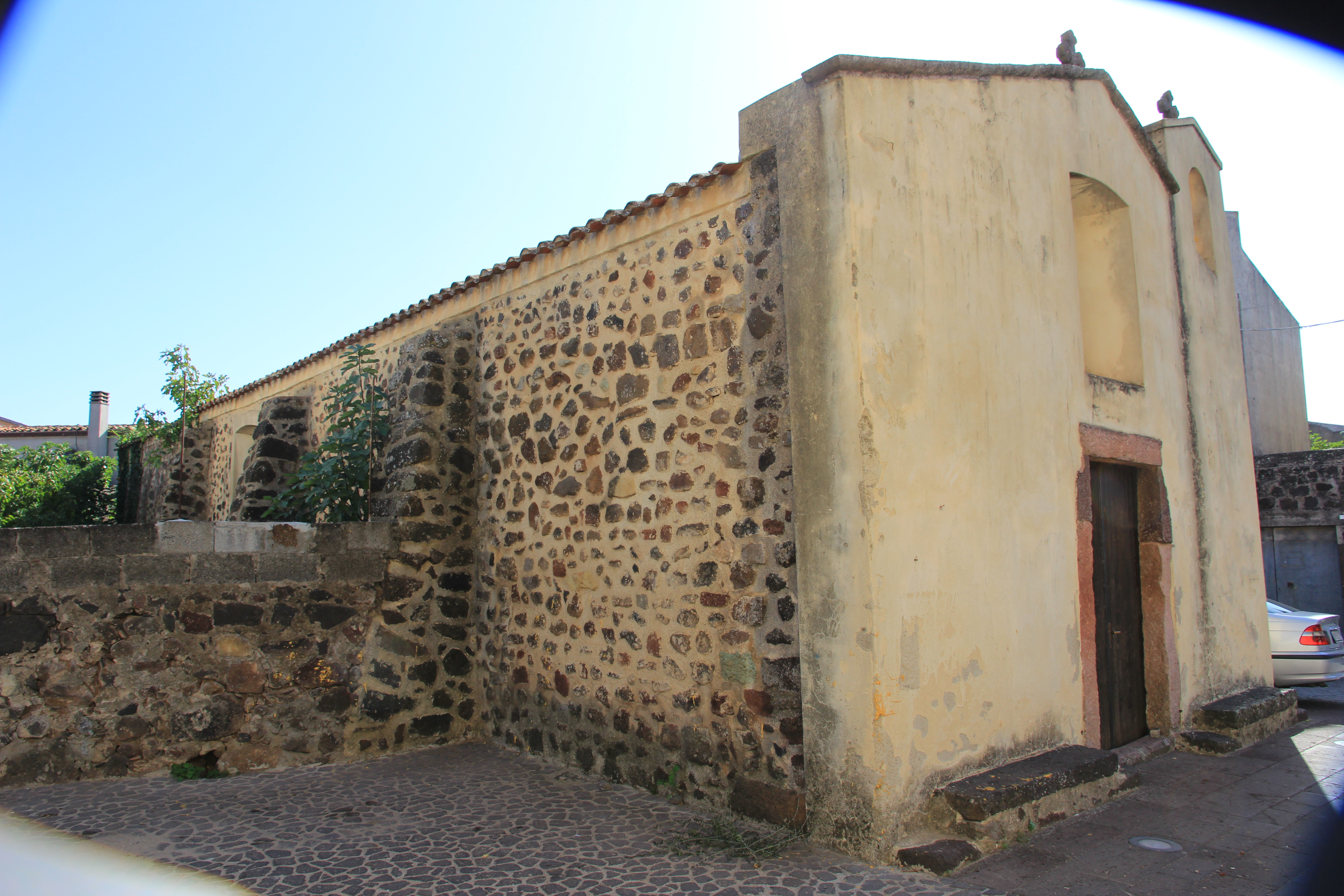